# Médiane des médianes
Pour les articles homonymes, voir Médiane.
En informatique, la médiane des médianes est un algorithme de sélection pour trouver le k-ième élément le plus grand au sein d'un tableau initialement non trié. Il est basé sur l'algorithme Quickselect. Cet algorithme est optimal dans le pire cas, avec une complexité en temps linéaire. La brique de base de l'algorithme est la sélection d'une médiane approchée en temps linéaire. L'algorithme de la médiane des médianes fut publié par Blum, Floyd, Pratt, Rivest et Tarjan en 1973 dans Time bounds for selection, et est parfois appelé BFPRT d'après les initiales des noms des auteurs.

## Principe général de l'algorithme
L'algorithme se déroule en 3 étapes :
1. Calcul des médianes. L'algorithme divise le tableau en groupes de cinq éléments. Ensuite, pour chaque groupe de cinq, la médiane est calculée (une opération qui peut s'effectuer en temps constant, par exemple en utilisant un algorithme de tri[3]). On obtient alors une sous-liste constituée de ces {\displaystyle n/5} médianes.
2. Calcul de la médiane des médianes. L'algorithme est appelé récursivement sur cette sous-liste de {\displaystyle n/5} éléments pour trouver la vraie médiane de ces éléments, que l'on appelle la médiane des médianes. On peut alors garantir que l'élément obtenu se place entre le 30e et le 70e centile.
3. Appels récursifs. Enfin, la médiane des médianes est choisie pour être le pivot. Selon la position de l'élément recherché, l'algorithme recommence avec les éléments au-dessus du pivot ou en dessous, qui représentent au plus 70 % de la taille initiale de l'espace de recherche.

## Exemple d'exécution
Exécutons l'algorithme sur le tableau [13, 12, 17, 96, 22, 15, 23, 16, 45, 95, 11, 24, 14, 38, 94, 8, 2, 53, 86, 28, 10, 9, 29, 61, 89, 26, 5, 30, 41, 69, 6, 0, 68, 62, 31, 97, 36, 33, 7, 82, 3, 42, 4, 54, 73, 21, 47, 92, 48, 27, 74, 59, 50, 49, 44, 88, 55, 57, 46, 40, 1, 99, 71, 58, 52, 18, 25, 84, 78, 60, 20, 51, 63, 64, 75, 32, 90, 80, 65, 34, 19, 66, 70, 77, 43, 35, 56, 93, 76, 67, 37, 72, 98, 85, 81, 91, 39, 83, 87, 79].

### Étape 1
Commençons par faire des paquets de cinq : 
[13, 12, 17, 96, 22,  |   15, 23, 16, 45, 95,  |   11, 24, 14, 38, 94,  |   8, 2, 53, 86, 28,  |   10, 9, 29, 61, 89,  |   26, 5, 30, 41, 69,  |   6, 0, 68, 62, 31,  |   97, 36, 33, 7, 82,  |   3, 42, 4, 54, 73,  |   21, 47, 92, 48, 27,  |   74, 59, 50, 49, 44,  |   88, 55, 57, 46, 40,  |   1, 99, 71, 58, 52,  |   18, 25, 84, 78, 60,  |   20, 51, 63, 64, 75,  |   32, 90, 80, 65, 34,  |   19, 66, 70, 77, 43,  |   35, 56, 93, 76, 67,  |   37, 72, 98, 85, 81,  |   91, 39, 83, 87, 79]
que l'on visualise verticalement dans le tableau suivant :
|  | 13 |  | 15 |  | 11 |  | 2  |  | 9  |  | 5  |  | 0  |  | 7  |  | 3  |  | 21 |  | 44 |  | 40 |  | 1  |  | 18 |  | 20 |  | 32 |  | 19 |  | 35 |  | 37 |  | 39 |
|  | 12 |  | 23 |  | 24 |  | 8  |  | 10 |  | 26 |  | 6  |  | 33 |  | 4  |  | 27 |  | 49 |  | 46 |  | 52 |  | 25 |  | 51 |  | 34 |  | 43 |  | 56 |  | 72 |  | 79 |
|  | 17 |  | 16 |  | 14 |  | 28 |  | 29 |  | 30 |  | 31 |  | 36 |  | 42 |  | 47 |  | 50 |  | 55 |  | 58 |  | 60 |  | 63 |  | 65 |  | 66 |  | 67 |  | 81 |  | 83 |
|  | 96 |  | 45 |  | 38 |  | 53 |  | 61 |  | 41 |  | 62 |  | 82 |  | 54 |  | 48 |  | 59 |  | 57 |  | 71 |  | 78 |  | 64 |  | 80 |  | 70 |  | 76 |  | 85 |  | 87 |
|  | 22 |  | 95 |  | 94 |  | 86 |  | 89 |  | 69 |  | 68 |  | 97 |  | 73 |  | 92 |  | 74 |  | 88 |  | 99 |  | 84 |  | 75 |  | 90 |  | 77 |  | 93 |  | 98 |  | 91 |

Trions ensuite chaque paquet afin de récupérer les médianes de chacun d'eux (qui se trouvent sur la troisième ligne) :
|          | 12 |  | 15 |  | 11 |  | 2  |  | 9  |  | 5  |  | 0  |  | 7  |  | 3  |  | 21 |  | 44 |  | 40 |  | 1  |  | 18 |  | 20 |  | 32 |  | 19 |  | 35 |  | 37 |  | 39 |
|          | 13 |  | 16 |  | 14 |  | 8  |  | 10 |  | 26 |  | 6  |  | 33 |  | 4  |  | 27 |  | 49 |  | 46 |  | 52 |  | 25 |  | 51 |  | 34 |  | 43 |  | 56 |  | 72 |  | 79 |
| Médianes | 17 |  | 23 |  | 24 |  | 28 |  | 29 |  | 30 |  | 31 |  | 36 |  | 42 |  | 47 |  | 50 |  | 55 |  | 58 |  | 60 |  | 63 |  | 65 |  | 66 |  | 67 |  | 81 |  | 83 |
|          | 22 |  | 45 |  | 38 |  | 53 |  | 61 |  | 41 |  | 62 |  | 82 |  | 54 |  | 48 |  | 59 |  | 57 |  | 71 |  | 78 |  | 64 |  | 80 |  | 70 |  | 76 |  | 85 |  | 87 |
|          | 96 |  | 95 |  | 94 |  | 86 |  | 89 |  | 69 |  | 68 |  | 97 |  | 73 |  | 92 |  | 74 |  | 88 |  | 99 |  | 84 |  | 75 |  | 90 |  | 77 |  | 93 |  | 98 |  | 91 |

### Étape 2
Le calcul de la médiane des médianes se fait récursivement en appelant l'algorithme sur la liste des médianes :
|          | 12 |  | 15 |  | 11 |  | 2  |  | 9  |  | 5  |  | 0  |  | 7  |  | 3  |  | 21 |  | 44 |  | 40 |  | 1  |  | 18 |  | 20 |  | 32 |  | 19 |  | 35 |  | 37 |  | 39 |
|          | 13 |  | 16 |  | 14 |  | 8  |  | 10 |  | 26 |  | 6  |  | 33 |  | 4  |  | 27 |  | 49 |  | 46 |  | 52 |  | 25 |  | 51 |  | 34 |  | 43 |  | 56 |  | 72 |  | 79 |
| Médianes | 17 |  | 23 |  | 24 |  | 28 |  | 29 |  | 30 |  | 31 |  | 36 |  | 42 |  | 47 |  | 50 |  | 55 |  | 58 |  | 60 |  | 63 |  | 65 |  | 66 |  | 67 |  | 81 |  | 83 |
|          | 22 |  | 45 |  | 38 |  | 53 |  | 61 |  | 41 |  | 62 |  | 82 |  | 54 |  | 48 |  | 59 |  | 57 |  | 71 |  | 78 |  | 64 |  | 80 |  | 70 |  | 76 |  | 85 |  | 87 |
|          | 96 |  | 95 |  | 94 |  | 86 |  | 89 |  | 69 |  | 68 |  | 97 |  | 73 |  | 92 |  | 74 |  | 88 |  | 99 |  | 84 |  | 75 |  | 90 |  | 77 |  | 93 |  | 98 |  | 91 |

### Étape 3
Finalement, on appelle récursivement sur les éléments plus petits que 47 (en gris) si l'on sait que le k-ième élément est là, ou sur les éléments plus grands que 47.
|          | 12 |  | 15 |  | 11 |  | 2  |  | 9  |  | 5  |  | 0  |  | 7  |  | 3  |  | 21 |  | 44 |  | 40 |  | 1  |  | 18 |  | 20 |  | 32 |  | 19 |  | 35 |  | 37 |  | 39 |
|          | 13 |  | 16 |  | 14 |  | 8  |  | 10 |  | 26 |  | 6  |  | 33 |  | 4  |  | 27 |  | 49 |  | 46 |  | 52 |  | 25 |  | 51 |  | 34 |  | 43 |  | 56 |  | 72 |  | 79 |
| Médianes | 17 |  | 23 |  | 24 |  | 28 |  | 29 |  | 30 |  | 31 |  | 36 |  | 42 |  | 47 |  | 50 |  | 55 |  | 58 |  | 60 |  | 63 |  | 65 |  | 66 |  | 67 |  | 81 |  | 83 |
|          | 22 |  | 45 |  | 38 |  | 53 |  | 61 |  | 41 |  | 62 |  | 82 |  | 54 |  | 48 |  | 59 |  | 57 |  | 71 |  | 78 |  | 64 |  | 80 |  | 70 |  | 76 |  | 85 |  | 87 |
|          | 96 |  | 95 |  | 94 |  | 86 |  | 89 |  | 69 |  | 68 |  | 97 |  | 73 |  | 92 |  | 74 |  | 88 |  | 99 |  | 84 |  | 75 |  | 90 |  | 77 |  | 93 |  | 98 |  | 91 |

## Propriétés du pivot
Parmi les {\displaystyle n/5} groupes, la moitié ont leur médiane en dessous du pivot (la médiane des médianes), ce qui garantit au moins {\displaystyle 3n/10} éléments en dessous du pivot (3 parmi chacun des {\displaystyle n/10} groupes).  
Ainsi, le pivot choisi est à la fois inférieur à environ {\displaystyle 3n/10} éléments et plus grand que {\displaystyle 3n/10} éléments. Ainsi, la médiane divise les éléments choisis quelque part entre 30 %⁄70 % et 70 %⁄30 %, ce qui assure dans le pire des cas un comportement linéaire de l'algorithme.

## Algorithme en temps linéaire
Dans cette section, nous montrons que l'algorithme est en temps linéaire en le nombre d'éléments, c'est-à-dire que le nombre d'étapes réalisées par l'algorithme est un {\displaystyle O(n)} où {\displaystyle n} est le nombre d'éléments dans la liste. On note {\displaystyle T(n)} le temps d’exécution de l'algorithme sur une entrée de taille {\displaystyle n}. On a la récurrence suivante :
{\displaystyle T(n)\leq T(n/5)+T(7n/10)+c\cdot n}
où
- le terme {\displaystyle T(n/5)} est la recherche de la médiane parmi les {\displaystyle n/5} médianes de quintuplet.
- le terme {\displaystyle c\cdot n} est le coût du travail de calcul de la sous-liste des {\displaystyle n/5} médianes, ainsi que le coût de partitionnement autour du pivot.
- le terme {\displaystyle T(7n/10)} est le coût de l'appel récursif (dans le pire cas) pour trouver le k-ième élément dans la partition correspondante.

De cette formule on vérifie par récurrence sur {\displaystyle n} :
{\displaystyle T(n)\leq 10\cdot c\cdot n}
Ainsi {\displaystyle T(n)} est un {\displaystyle O(n).}

## Autres usages de la médiane
La sélection d'une médiane approchée en temps linéaire peut aussi être utilisée pour garantir au tri rapide une complexité en {\displaystyle O(n\log n)} dans le pire cas. Dans les deux cas, l'utilisation de la médiane est en moyenne moins efficace que le choix d'un pivot aléatoire, qui évite le surcoût du calcul du pivot.